# National League 2016-2017 (Inghilterra)
La National League 2016-2017, conosciuta anche con il nome di Vanarama National League per motivi di sponsorizzazione, è stata la 38ª edizione del campionato inglese di calcio di quinta divisione, nonché il 13º con il formato attuale.

## Squadre partecipanti
| Squadra              | Città                       | Stadio                          | Stagione precedente                          |
| -------------------- | --------------------------- | ------------------------------- | -------------------------------------------- |
| Aldershot Town       | Aldershot                   | Recreation Ground               | 15º posto in National League                 |
| Barrow               | Barrow-in-Furness           | Holker Street                   | 11º posto in National League                 |
| Boreham Wood         | Borehamwood                 | Meadow Park                     | 19º posto in National League                 |
| Braintree Town       | Braintree                   | Cressing Road                   | 3º posto in National League                  |
| Bromley              | Londra (Bromley)            | Hayes Lane                      | 14º posto in National League                 |
| Chester              | Chester                     | Deva Stadium                    | 17º posto in National League                 |
| Dagenham & Redbridge | Londra (Barking e Dagenham) | Victoria Road                   | 23º posto in Football League Two, retrocesso |
| Dover Athletic       | Dover                       | Crabble Athletic Ground         | 5º posto in National League                  |
| Eastleigh            | Eastleigh                   | Ten Acres                       | 7º posto in National League                  |
| Forest Green Rovers  | Nailsworth                  | The New Lawn                    | 2º posto in National League                  |
| Gateshead            | Gateshead                   | Gateshead International Stadium | 9º posto in National League                  |
| Guiseley             | Guiseley                    | Nethermoor Park                 | 20º posto in National League                 |
| Lincoln City         | Lincoln                     | Sincil Bank                     | 13º posto in National League                 |
| Macclesfield Town    | Macclesfield                | Moss Rose                       | 10º posto in National League                 |
| Maidstone United     | Maidstone                   | Gallagher Stadium               | 3º posto in National League South, promosso  |
| North Ferriby United | North Ferriby               | Grange Lane                     | 2º posto in National League North, promosso  |
| Solihull Moors       | Solihull                    | Damson Park                     | 1º posto in National League North, promosso  |
| Southport            | Southport                   | Haig Avenue                     | 16º posto in National League                 |
| Sutton United        | Londra (Sutton)             | Gander Green Lane               | 1º posto in National League South, promosso  |
| Torquay United       | Torquay                     | Plainmoor                       | 18º posto in National League                 |
| Tranmere Rovers      | Birkenhead                  | Prenton Park                    | 6º posto in National League                  |
| Woking               | Woking                      | Kingfield Stadium               | 12º posto in National League                 |
| Wrexham              | Wrexham                     | Racecourse Ground               | 8º posto in National League                  |
| York City            | York                        | Bootham Crescent                | 24º posto in Football League Two, retrocesso |

## Classifica finale
|  | Pos. | Squadra           | Pt | G  | V  | N  | P  | GF | GS | DR  |
|  | ---- | ----------------- | -- | -- | -- | -- | -- | -- | -- | --- |
|  | 1.   | Lincoln City      | 99 | 46 | 30 | 9  | 7  | 83 | 40 | +43 |
|  | 2.   | Tranmere          | 95 | 46 | 29 | 8  | 9  | 79 | 39 | +40 |
|  | 3.   | Forest Green      | 86 | 46 | 25 | 11 | 10 | 88 | 56 | +32 |
|  | 4.   | Dag & Red         | 84 | 46 | 26 | 6  | 14 | 79 | 53 | +26 |
|  | 5.   | Aldershot Town    | 82 | 46 | 23 | 13 | 10 | 66 | 37 | +29 |
|  | 6.   | Dover Athletic    | 79 | 46 | 24 | 7  | 15 | 85 | 63 | +22 |
|  | 7.   | Barrow            | 75 | 46 | 20 | 15 | 11 | 72 | 53 | +19 |
|  | 8.   | Gateshead         | 70 | 46 | 19 | 13 | 14 | 72 | 51 | +21 |
|  | 9.   | Macclesfield Town | 68 | 46 | 20 | 8  | 18 | 64 | 57 | +7  |
|  | 10.  | Bromley           | 62 | 46 | 18 | 8  | 20 | 59 | 66 | −7  |
|  | 11.  | Boreham Wood      | 58 | 46 | 15 | 13 | 18 | 49 | 48 | +1  |
|  | 12.  | Sutton Utd        | 58 | 46 | 15 | 13 | 18 | 61 | 63 | −2  |
|  | 13.  | Wrexham           | 58 | 46 | 15 | 13 | 18 | 47 | 61 | −14 |
|  | 14.  | Maidstone Utd     | 58 | 46 | 16 | 10 | 20 | 59 | 75 | −16 |
|  | 15.  | Eastleigh         | 57 | 46 | 14 | 15 | 17 | 56 | 63 | −7  |
|  | 16.  | Solihull Moors    | 55 | 46 | 15 | 10 | 21 | 62 | 75 | −13 |
|  | 17.  | Torquay Utd       | 53 | 46 | 14 | 11 | 21 | 54 | 61 | −7  |
|  | 18.  | Woking            | 53 | 46 | 14 | 11 | 21 | 66 | 80 | −14 |
|  | 19.  | Chester           | 52 | 46 | 14 | 10 | 22 | 63 | 71 | −8  |
|  | 20.  | Guiseley          | 51 | 46 | 13 | 12 | 21 | 50 | 67 | −17 |
|  | 21.  | York City         | 50 | 46 | 11 | 17 | 18 | 55 | 70 | −15 |
|  | 22.  | Braintree Town    | 48 | 46 | 13 | 9  | 24 | 51 | 76 | −25 |
|  | 23.  | Southport         | 39 | 46 | 10 | 9  | 27 | 52 | 97 | −45 |
|  | 24.  | North Ferriby Utd | 39 | 46 | 12 | 3  | 31 | 32 | 82 | −50 |

Legenda:
      Promosso in EFL League Two 2017-2018.
  Ammesso ai play-off.
      Retrocesso in National League North 2017-2018.
      Retrocesso in National League South 2017-2018.
Regolamento:
Tre punti a vittoria, uno a pareggio, zero a sconfitta.
In caso di arrivo di due o più squadre a pari punti, la graduatoria viene stilata secondo i seguenti criteri:
- differenza reti
- maggior numero di gol segnati
- maggior numero di vittorie
- scontri diretti

## Spareggi

### Play-off

#### Tabellone
|  | Semifinali | Semifinali     | Semifinali | Semifinali | Semifinali |  |  | Finale | Finale       | Finale |  |
|  |            |                |            |            |            |  |  |        |              |        |  |
|  | 5          | Aldershot Town | 0          | 2          | 2          |  |  |        |              |        |  |
|  | 2          | Tranmere       | 3          | 2          | 5          |  |  | 2      | Tranmere     | 1      |  |
|  | 4          | Dag & Red      | 1          | 0          | 1          |  |  | 3      | Forest Green | 3      |  |
|  | 3          | Forest Green   | 1          | 2          | 3          |  |  |        |              |        |  |

#### Semifinali
|                      | Risultati |                      | Luogo             |
| -------------------- | --------- | -------------------- | ----------------- |
| Aldershot Town       | 0-3       | Tranmere Rovers      | Aldershot         |
| Tranmere Rovers      | 2-2       | Aldershot Town       | Birkenhead        |
|                      |           |                      |                   |
| Dagenham & Redbridge | 1-1       | Forest Green Rovers  | Londra (Dagenham) |
| Forest Green Rovers  | 2-0       | Dagenham & Redbridge | Nailsworth        |
|                      |           |                      |                   |

#### Finale
|                 | Risultati |                     | Luogo                    |
| --------------- | --------- | ------------------- | ------------------------ |
| Tranmere Rovers | 1-3       | Forest Green Rovers | Londra (Wembley Stadium) |
|                 |           |                     |                          |

## Statistiche

### Individuali

#### Classifica marcatori
| Gol |  |  | Giocatore        | Squadra              |
| --- |  |  | ---------------- | -------------------- |
| 40  |  |  | Ricky Miller     | Dover Athletic       |
| 25  |  |  | Christian Doidge | Forest Green Rovers  |
| 23  |  |  | Andy Cook        | Tranmere Rovers      |
| 19  |  |  | Michael Cheek    | Braintree Town       |
| 19  |  |  | Byron Harrison   | Barrow               |
| 18  |  |  | Oliver Hawkins   | Dagenham & Redbridge |
| 18  |  |  | Danny Johnson    | Gateshead            |
| 17  |  |  | James Alabi      | Chester              |
| 17  |  |  | Gozie Ugwu       | Woking               |